# Fatima Dhiab

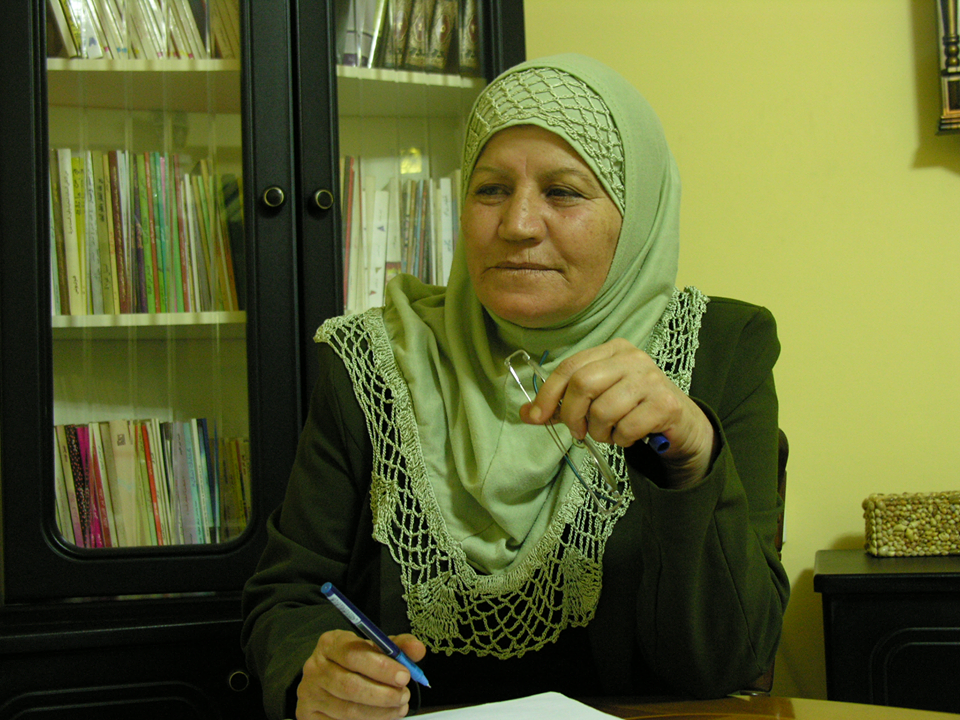
Foto, agosto de 2007

Fatima Dhiab (en árabe:  فاطمة ذياب, en hebreo: פאטמה ד'יאב;Tamra, Galilea, 1951) es una escritora árabe israelí. Sus obras abordan cuestiones sociales en la sociedad árabe.

## Biografía
Tras su educación primaria, fue a estudiar a Nazaret.
Su primer libro "Viaje en el tren del pasado", de 1973, que incluía novela y cuentos, narraba la violación de una niña por su tía. 
Su libro "El hilo y el escarabajo" de 1996, trata sobre la discriminación de la mujer en la sociedad árabe.